# Esad Mehmedalić
Esad Mehmedalić (Orašje, 7 gennaio 1954) è un ex calciatore jugoslavo, di ruolo difensore.